# Греческая католическая церковь
Греческая католическая церковь (Греческая византийская католическая церковь; греч. Ελληνόρρυθμη Καθολική Εκκλησία) — одна из восточнокатолических церквей, придерживающихся византийского обряда, то есть принадлежащая к числу грекокатолических церквей. Приходы церкви расположены на территориях Греции и Турции.

## История
Греков, исповедующих католицизм византийского обряда, вплоть до середины XIX века практически не существовало, все католики Греции принадлежали латинскому обряду.
Появление первой общины греческих католиков византийского обряда относится к 60-м годам XIX века и связано с деятельностью в Стамбуле священника Иоанна Марангоса, вокруг которого сложилась община византо-католиков, перешедших из православия. В 1878 году Марангос продолжил свою деятельность в Афинах. Первые церкви византо-католиков появились в 80-х годах, во Фракии. В 1895 году в Стамбул прибыли отцы-ассумпционисты, которые основали в городе два прихода византийского обряда и семинарию.
В 1907 году был образован апостольский викариат с центром в Стамбуле, а священник Исайя Пападопулос был назначен викарием. 11 июня 1911 года папа Пий X преобразовал викариат в ординариат, а Пападопулос был возведён в сан епископа. В 1922 году его преемник, епископ Георгий Калавасси перенёс резиденцию в Афины, а в 1923 году Греческая католическая церковь получила статус апостольского экзархата. Девятью годами позже экзархат был разделён на две части — для византо-католиков Греции и Турции. Резиденции экзархов располагались в Афинах и Стамбуле. Из-за постоянной эмиграции греков Турции в Грецию число византо-католиков в стамбульском экзархате постоянно уменьшалось. В настоящее время в Стамбуле функционирует лишь один небольшой приход.

## Современное состояние
Греческая католическая церковь состоит из двух апостольских экзархатов — Греции и Константинополя. Последний состоит лишь из одной небольшой общины, численностью около 20 прихожан. Апостольский экзархат Греции насчитывает около шести тысяч прихожан, большая часть которых проживает в Афинах, а также на эгейских островах Сирос и Тинос, традиционно имевших существенное католическое население. Существует несколько приходов экзархата Греции в странах Европы, прихожанами которых являются греки-эмигранты. Апостольский экзархат Греции с 2016 года возглавляет епископ Мануэль Нин. Богослужение во всех приходах ведётся на греческом языке.